# بيجي جوي كلاينبلاتز
بيجي جوي كلاينبلاتز (بالإنجليزية: Peggy Joy Kleinplatz)‏ هي أخصائية نفسانية سريرية كندية وعالمة في علم الجنس والتي غالبًا ما يتعلق عملها بالحياة الجنسية المثلى. وهي أستاذة في الطب وأستاذة علم النفس السريري في جامعة أوتاوا. تخرجت بيجي جوي من جامعة أوتاوا بدرجة بكالوريوس (بمرتبة الشرف) في علم النفس عام 1981، وأخذت الدكتوراه عام 1987.